# Matthias Wambach
Matthias Wambach (* 28. September 1963 in Kassel) ist ein Berliner Politiker (CDU). Er war von 2000 bis 2006 Mitglied des Abgeordnetenhauses von Berlin.
Wambach studierte von 1984 bis 1989 Rechtswissenschaften an der Georg-August-Universität Göttingen. Er war später als Magistratssprecher der Stadt Gera und als Referent für Öffentlichkeitsarbeit in der CDU-Bundesgeschäftsstelle in Bonn tätig.
Von 1995 bis 2006 war er Leiter der Öffentlichkeitsarbeit, Landesgeschäftsführer und Pressesprecher der CDU Berlin. Er leitete als PR-Manager die Medienkampagnen des im April 2008 gescheiterten Volksentscheides für den Erhalt des Flughafens Berlin-Tempelhof und des Volksbegehrens Pro Reli.